# 百度网盘
百度网盘，曾用名百度云，是百度推出的一项个人云存储服务，覆盖中国大陆各大主流電腦和手机操作系统，包含Web、Windows、Mac、Android、iPhone和鸿蒙。用户可以将自己的文件上传到网盘上，并可跨终端查看和分享。在百度建立开放云后，合并为平台分布式私人储存服务。
百度网盘免费提供大容量存储，支持网盘之间好友相互共享文件，并且支持离线下载，受到用户的欢迎与使用。截至2021年9月，百度网盘已经拥有7亿注册用户，是中国大陆最大的网盘服务商之一，但也引發了一些争议。

## 历史
- 2012年3月23日，百度网盘Web版本上线，同时还推出了PC、Android客户端。
- 2012年3月，百度在百度开发者大会上正式发布百度云战略，推出百度开发者中心网站，并建立开发服务、运营服务、渠道推广以及变现四大服务体系，为开发者构建平等、开放、共赢的生态系统。
- 2012年9月，百度在百度世界大会上发布了面向开发者的“七种武器”，包括个人云存储PCS、多屏幕Screen X技术、云应用生成服务Site App、LBS·云、移动云测试MTC、百度应用引擎BAE和浏览内核Engine。
- 2012年10月，百度宣布推出仅两个月的百度云个人用户量已突破1000万。
- 2012年11月，百度宣布将与美国高通公司合作，实现并推广针对由高通骁龙处理器支持的Android终端的百度云服务。
- 2013年9月，百度宣布百度云用户破亿，并推出主题活动，宣布提供2T永久免费容量和无限制离线下载服务。只要登录百度云移动端，就能立即领取2048G永久免费容量。
- 2014年7月9日，百度云管家推出版本V4.7.0，从这个版本起，有用户反映百度云已经开始限制普通用户的下载速度[2]。与此同时，百度云开始推广其会员功能，推出一系列特权来吸引用户购买会员[3]。
- 2016年3月17日，百度云管家推出超级会员功能[4]，用户需要购买超级会员才能享有提速特权[5][6]。
- 2016年10月11日，「百度云」正式更名为「百度网盘」，而面向企業的雲端運算服務「百度開放雲」更名为「百度云」。[7]
- 2016年12月27日，百度网盘发布官方公告，要求用户在2016年12月31日前将客户端升级至最新版本。升级后，旧版本客户端已无法登录，因而普通用户已经不可能通过使用旧版本绕过限速。同时，移动客户端不再提供Windows Phone版的客户端服务，PC客户端也不再支持Windows XP SP3以下的系统。[8]
- 2018年1月初，百度网盘官方严打网盘第三方下载工具，用户频繁使用第三方客户端下载可能会被封号[9][10][11]。
- 2019年5月，百度网盘PC客户端推出用户激励计划，采用P2P技术[12]占用用户设备作为网络节点，之后用积分的形式返还。用户可以用积分在积分商城中兑换一些奖品和服务。但经过计算，用户激励计划给予的积分能换取的奖品和服务，與用戶所消耗的網路和電力相比实际上很不划算，加之PC端软件中“加入用户激励计划”的选项位于一个较为隐蔽的位置，而且是最嚴重的是被發現該設置是默认勾选的，所以该事件于2020年4月中旬引发了广泛的争议與批評。
- 2020年4月20日，百度网盘官方向用户致歉并表示将对被加入“用户激励计划”的全部用户做取消处理[13]。
- 2020年9月，百度旗下公司Popin在中國以外地區推出了一款名為「Dubox」的網路硬碟服務，提供高達1TB的免費空間，上传下载不限速。2021年4月，更名為TeraBox[14]。
- 2021年9月，百度網盤上線企業版。[15]12月又推出不限速的青春版。[16]

## 主要竞争对手比较
| 產品名稱           | Google Drive          | OneDrive | Dropbox                                                                                            | Apple iCloud Drive        | ASUS WebStorage             | Box Drive                                                   | 百度网盘                               |
| ------------------ | --------------------- | --- | -------------------------------------------------------------------------------------------------- | ------------------------- | --------------------------- | ----------------------------------------------------------- | -------------------------------------- |
| 永久免費儲存空間   | 15GB                  | 5GB (邀請朋友可獲得0.5GB，最高10GB)                                                                                                | 2GB (邀請朋友可獲得0.5GB，最高16GB)                                                                | 5GB                       | 5GB                         | 10GB                                                        | 2TB                                    |
| 收費方案儲存空間   | - 100GB - 200GB - 2TB | - 100GB (部分地区可购买) - 1TB（附带Office 365個人版） - 6TB（附带Office 365家庭版） - 1TB（商业版，每位员工 1 TB） - 無限制商務用 | - Simple 500GB（部分用户可购买） - Plus 2TB - Professional 3TB - Standard 5TB - Advanced 15TB 起步 | - 50GB - 200GB - 2TB      | - 200GB - 2TB - 5TB         | - 100G個人版 - 100G商業版 - 無限制商業版 - 125G - 1TB專業版 | - 5TB                                  |
| 最大上傳大小       | 5GB                   | 100GB | 300MB（透過瀏覽器上傳） 大小不限（透過應用程式上傳）                                               | 15GB                      | 免費帳號500MB 付費帳號10GB  | 免費帳號2GB 付費帳號5GB                                     | 免費帳號4GB 会员帳號20GB               |
| 電腦應用程式       | Windows, Mac          | Windows, Mac | Windows, Mac, Linux                                                                                | Windows, Mac              | Windows, Mac, Linux         | Windows, Mac                                                | Windows, Mac, Linux                    |
| 行動應用程式       | Android, iOS          | Android, iOS, Windows Phone | Android, iOS, Windows Phone, BlackBerry                                                            | iOS                       | Android, iOS, Windows Phone | Android, iOS, Windows Phone, BlackBerry                     | Android, iOS, Windows Phone,Harmony OS |
| 網頁版線上編輯     | 支持 （Google文件）   | 支持 （Microsoft Office） | 支持                                                                                               | 支持 （iWork for iCloud） | 不支持                      | 支持                                                        | 不支持                                 |
| 應用程式版線上編輯 | 支持                  | 支持 | 支持                                                                                               | 支持                      | 支持                        | 支持                                                        | 不支持                                 |
| 檔案協同編輯       | 支持Google文件        | 支持微軟Office | 支持微軟Office                                                                                     | 不支持                    | 不支持                      | 支持微軟Office                                              | 不支持                                 |
| 線上管理           | 支持                  | 支持 | 支持                                                                                               | 支持                      | 支持                        | 支持                                                        | 支持                                   |
| 中文               | 有                    | 有 | 有                                                                                                 | 有                        | 有                          | 有                                                          | 有                                     |
| 網址               | Google Drive          | OneDrive | Dropbox                                                                                            | iCloud                    | ASUS WebStorage             | Box Drive                                                   | 百度网盘                               |